# James Oram
James Oram (Palmerston North, Manawatu-Wanganui, 17 de juny del 1993) és un ciclista neozelandès. Professional des del 2012, actualment milita a l'equip Black Spoke Pro Cycling. En el seu palmarès destaca la New Zealand Cycle Classic del 2023.

## Palmarès
- 2011
  - 1r al Trofeu Centre Morbihan i vencedor d'una etapa
- 2013
  -  Campió de Nova Zelanda sub-23 en ruta
  - 1r al Tour de Southland i vencedor d'una etapa
- 2014
  - Vencedor d'una etapa a la New Zealand Cycle Classic
  - Vencedor d'una etapa a la San Dimas Stage Race
- 2015
  -  Campió de Nova Zelanda sub-23 en contrarellotge
  - Vencedor d'una etapa a la New Zealand Cycle Classic
  - Vencedor d'una etapa a la Volta a l'Alentejo
- 2017
  - Vencedor d'una etapa a la Kreiz Breizh Elites
- 2023
  -  Campió de Nova Zelanda en ruta
  - 1r a la New Zealand Cycle Classic i vencedor d'una etapa